# A Tale of Two Cities
《A Tale of Two Cities》는 영국 밴드 미스터 허드슨 & 더 라이브러리의 데뷔 앨범으로, 2007년 5월 5일 발매되었다. 이 앨범의 이름은 찰스 디킨스의 동명의 소설 "두 도시 이야기"에서 따온 것이다.
이 중에서 〈Bread & Roses〉, 〈Too Late Too Late〉, 〈Ask the DJ〉, 〈Picture of You〉는 2007년에서 2008년 사이에 싱글 앨범으로 발매되었다.

## 트랙 목록
1. 〈On the Street Where You Live〉 (Alan Jay Lerner, Frederick Loewe)
2. 〈Take Us Somewhere New〉
3. 〈Too Late Too Late〉
4. 〈Everything Happens to Me〉 (Tom Adair, Matt Dennis)
5. 〈Cover Girl〉
6. 〈Two by Two〉
7. 〈Bread & Roses〉
8. 〈Ask the DJ〉
9. 〈Picture of You〉
10. 〈One Specific Thing〉 (Ben Hudson, Robin French)
11. 〈Ghosts〉
12. 〈Upon The Heath/A Tale of Two Cities [Remix]〉